# Maladera stricta
Maladera stricta är en skalbaggsart som beskrevs av Brenske 1899. Maladera stricta ingår i släktet Maladera och familjen Melolonthidae. Inga underarter finns listade i Catalogue of Life.